# Восточный Дарфур
Восточный Дарфу́р (араб. شرق دارفور‎, англ. East Darfur) — одна из 18 провинций (вилаятов) Судана.
Административный центр — город Эд-Даэйн.
Провинция граничит на севере с провинцией Северный Дарфур, на западе — с провинцией Южный Дарфур, на востоке с провинцией Западный Кордофан (ранее Южный Кордофан) и округом Абьей, на юге — с Южным Суданом.
Провинция была создана в январе 2012 года путём выделения из состава провинции Южный Дарфур ряда округов: Аль-Деаин, Адаяла и частично Шеария и Ньяла.